# 象頭山 (山口県)
象頭山（ぞうずさん）は、山口県山口市にある標高90mの山である。

## 概要
山口市民の憩いの場となっており、12月にはイルミネーションが点灯されている。
一時期、ため池の決壊で立ち入り禁止になったことがある。

## 交通アクセス
- 西日本旅客鉄道山口駅から徒歩。
- 豆子郎の本店の近くに登山口がある。車は途中までしか通行できない。